# Lanteira
Lanteira è un comune spagnolo di 614 abitanti situato nella provincia di Granada.